# Tylospora
Tylospora of Zilvervlies is een geslacht van schimmels behorend tot de familie Atheliaceae. De wetenschappelijke naam werd gepubliceerd in 1960 door mycoloog Marinus Anton Donk.

## Soorten
Volgens Index Fungorum bevat het geslacht twee soorten (peildatum november 2021):
- Tylospora asterophora (Knobbelsporig zilvervlies)
- Tylospora fibrillosa (Wratsporig zilvervlies)